# Rabin Bhatta
Rabindranath „Rabin” Bhatta (ur. w 1924, zm. 6 lipca 2004 w Kolkacie)– indyjski bokser, uczestnik Letnich Igrzysk Olimpijskich 1948.
W Londynie startował w wadze muszej. W pierwszej rundzie miał wolny los. W drugiej jego przeciwnikiem był Amerykanin Frankie Sodano, z którym Bhatta przegrał przez nokaut (w pierwszej rundzie).